# Johann Daniel Wilhelm Hartmann
Johann Daniel Wilhelm Hartmann (* 12. Januar 1793 in St. Gallen; † 18. April 1862 ebenda) war ein Schweizer Maler, Kupferstecher und Malakologe.
Er war der Sohn von Georg Leonhard Hartmann (1764–1828), der ebenfalls Maler war, aber auch historischer und naturwissenschaftlicher Publizist und Herausgeber eines Wochenblatts für den Kanton Säntis und Beamter.
Nach einer Ausbildung in bildender Kunst bei seinem Vater, in Zürich, München und Bern war er ab 1826 in St. Gallen unter anderem als Naturalien- und Miniaturmaler, Heraldiker und Genealoge tätig.

## Schriften
- Erd- und Süsswasser-Gasteropoden der Schweiz, mit Zugabe einiger merkwürdigen exotischen Arten. St. Gallen 1844, Archive